# Polygonum minutissimum
Polygonum minutissimum är en slideväxtart som beskrevs av Z. Wei & Yun-bing Chang. Polygonum minutissimum ingår i släktet trampörter, och familjen slideväxter.
Artens utbredningsområde är Kina. Inga underarter finns listade i Catalogue of Life.